# Ахамада, Фета
Фета Ахамада (араб. فيتا أحماده‎;24 июня 1987, Клиши-ла-Гаренн) — легкоатлетка, специализирующаяся в спринтерском беге и представляющая на международных стартах Коморы. Участница двух Олимпийских игр.

## Биография
В 2008 году приняла участие в пекинской Олимпиаде, где была знаменосцем сборной Коморских островов. На стометровке заняла шестое место в своём предварительном забеге и завершила выступления уже после первой стадии.
После Олимпиады выступала на чемпионатах мира в Берлине и Тэгу. При этом на первенстве в Корее она смогла преодолеть на стометровке предварительный раунд, но после этого выбыла уже в первом раунде.
На церемонии открытия Игр в Лондоне Фета второй раз была знаменосцем своей сборной. Как и на прошлогоднем чемпионате мира она преодолела предварительный раунд, выиграв с результатом 11.81 свой забег. В первом раунде основных соревнований коморская бегунья показала время 11.86, что позволило ей финишировать седьмой, но не позволило пройти в следующий раунд.